# ديفيد بارنز (متسابق يخت)
ديفيد بارنز (27 أبريل 1958 - 23 أكتوبر 2020)، هو متسابق يخت نيوزيلندي.